# Led Zeppelin IV
Led Zeppelin IV — загальна, проте не офіційна назва четвертого студійного альбому британського рок-гурту Led Zeppelin. Вийшов 8 листопада 1971 року. На конверті ніде не вказано офіційної назви альбому, однак його назвали Led Zeppelin IV згідно з попередніми альбомами гурту. У каталозі Atlantic Records він зустрічається як Four Symbols та The Fourth Album. Гітарист гурту Джиммі Пейдж найчастіше називає його Led Zeppelin IV у своїх інтерв'ю, але вокаліст Роберт Плант казав «четвертий альбом, мабуть так». Один з найкращих альбомів в історії, число проданих платівок лише у США сягає більше 23 мільйонів.

## Огляд
Спочатку альбом було записано на новій студії лейблу Island Records у Лондоні. Подальші роботи велися у Headley Grange, віддаленому маєтку вікторіанської епохи у Східному Хемпширі, а також на студії Sunset Sound у Лос-Анджелесі.
Після того як попередній альбом гурту, Led Zeppelin III, був абсолютно розкритикований, Джиммі Пейдж вирішив, що наступний альбом його колективу вийде без назви. Замість неї було зображено чотири особливі символи на внутрішній стороні конверту та знак лейблу, який обрано щоб представити гурт. «Ми вирішили, що четвертому альбомі спеціально не позначимо назву гурту, і не буде жодної інформації на зовнішній стороні конверту», пояснював Пейдж. «Імена, назви і тому подібні речі не мають значення».
Оскільки офіційної назви не було, Atlantic Records поширювала зображення символів у великій кількості спеціально для друку, чартів та статей. Альбом став одним з перших, який випускався без звичайних пізнавальних знаків, що пов'язано з антикомерційним положенням, яке було суперечливим у той час (особливо серед деяких виконавців Atlantic Records).
Led Zeppelin IV залишається одним з найпопулярніших у класичному році, а пісня «Stairway to Heaven» стала гімном рок-музики.

## Сприйняття та вплив
У 1998 році читачі британського музичного журналу Q [Архівовано 15 червня 2006 у Wayback Machine.] назвали альбом 26 у списку найкращих альбомів всіх часів, а у 2000 сам журнал надав Led Zeppelin IV позицію №25 у списку 100 найкращих британських альбомів. У 2003 році журнал Rolling Stone відзначили альбом 66 позицією у своєму списку 500 найкращих альбомів всіх часів. Чиказький інтернет-журнал Pitchfork Media [Архівовано 28 березня 2008 у Wayback Machine.] віддав альбомові 7 сходинку у рейтингу 100 найкращих альбомів 70-х років. У 2005 році голосування слухачів станції Q107 міста Торонто, визнало Led Zeppelin IV другим найкращим рок-альбомом всіх часів. У 2006 альбом оцінили на перше місце за версією журналу Classic Rock [Архівовано 24 листопада 2013 у Wayback Machine.] у голосуванні 100 найкращих британських альбомів. Того ж року його визнав першим журнал Guitar World [Архівовано 23 жовтня 2013 у Wayback Machine.] у своєму рейтингу 100 найкращих альбомів (за результатом голосування читачів) та 7 за версією ABC media у списку 10 найкращих альбомів.

## Символи
Кожний член гурту обрав собі спеціальний символ, який було зображено на конверті. Роберт Плант пояснив, як обиралися символи: «Кожний з нас обрав свій шлях виходу до безмежжя та підібрав метафізичний символ, з яким ототожнює свою індивідуальність. Тобто таким чином ми інтерпретуємо свої почуття, наміри, думки. Після пошуків ми зібралися разом та презентували один одному символи». Нижче подано опис змісту кожного у тому порядку, в якому вони зображені:
- Джиммі Пейдж. Символ не читається, але його часто називають «ЗоСо». Це алхімічний термін, який спряжено зі знаком зодіаку. Джиммі — Козеріг, знак, що оберігається Сатурном. Планета символізує магію та чародійство і позначається літерою «Z». «OSO» — алхімічний символ ртуті (Меркурій), який пов'язаний з Сатурном. Шукачі знань звертаються до Гермеса (Меркурія), щоб зруйнувати світ незнань та побачити світло пізнання. У деякому розумінні ця сцена розкривається на внутрішній обкладинці альбому. Музикант широко використовує цей символ, особливо для маркування інструментів, техніки та своєї продукції.
- Джон Пол Джонс. Музикант взяв символ з книги рун. Він позначає впевнену та компетентну особу, розумну та всезнаючу людину.
- Джон Бонам. Символ позначає рунічну Трійцю — Батько, Мати та Дитя. також це символ пива. Музиканти запевняють, що останнє не має відношення до символіки гурту, а Пітер Ґрант використав цей невеличкий скандал як PR. На всіх ударних установках Бонама зображено цей малюнок.
- Роберт Плант. Символ — це перо єгипетської богині Маат у колі. Богиня правосуддя, істини та справедливості. Також це емблема письменника. Згідно зі стародавнім міфом, бог Анубіс забирав серце померлого і клав його на ваги, де противагою було перо богині. Якщо серце було важчим, то людина відправлялася до пекла, якщо ж легше — до раю. Коло навколо пера символізує нерозривність життя.

Існує п'ятий символ, що належить співачці Сенді Денні і представляє її внесок у пісню «The Battle of Evermore». Його зображено напроти назви пісні у списку: символ «зірочки», яку зображено трикутниками, що вершинами змикаються в одну точку.
Протягом зимового туру Британією 1971 року, який був невеличким та представляв новий альбом, гурт почав використовувати свою символіку на апаратурі. Символ Пейджа з'явився на підсилювачі, Трійця Бонама на бас-бочці барабанів, Джон Пол Джонс зобразив свій знак на синтезаторі, а Роберт Плант — на мікрофоні. У подальшому широко використовувалися лише символи Пейджа і Бонама.

## Обкладинка та внутрішній конверт
Спочатку планувалося зобразити на обкладинці один великий символ, але це здалося несправедливим. За словами Пейджа: «…він не був схожим на жодний з відомих слухачам, він мав бути схожим на клеймо майстра. Але музикантам це не сподобалося та ідея не прижилася. Тоді кожний обрав собі чотири символи і утворилася Четвірка. Так що насправді альбом називається „Led Zeppelin Four — Symbols“».
Після того як відхили ідею про символ, почалася робота над обкладинкою. Вона зображує стару обідрану стіну, на якій висить картина. Вона зображує старця, що несе на спині в'язку хворосту. Задня сторона зображує багатоповерхові «висотки» міста Дадлі, у яких зруйновано стіни (самі будівлі знесли у 1999 році). Картину, яку зображена на обкладинці, придбав Роберт Плант у антикварному магазині міста Редінга. Картину використано щоб показати хід прогресу: старі будівлі руйнувалися, нові будувалися.

Зовнішня сторона конверту Led Zeppelin IV.

На розвороті зображено Відлюдника, персонажа карт таро. Він є символом мудрості та надії. Малюнок виконав друг Пейджа Баррінгтоном Колбі. Цього персонажа Пейдж зіграв у фільмі «The Song Remains The Same».
Сама платівка була у паперовому конверті, з лицьової сторони якого був список пісень, а на обороті — текст «Stairway to Heaven». Це підкреслювало особливість цієї пісні. музиканти намагалися сконцентрувати увагу слухача саме на цій композиції. Ніколи раніше вони такого не робили. За словами Пейджа це зроблено для того, щоб слухач звернув увагу на багато нюансів у тексті.
Проте, незважаючи на філософський зміст всього конверту, Atlantic Records не бажали випускати його без вказання назви. Джиммі Пейдж та Пітер Ґрант довго сперечалися з керівництвом лейблу. Але керівництво вдалося умовити, особливо після того як гітарист звернув їхню увагу на те, що у контракті про обкладинки нічого не сказано, а якщо вони не дозволять Пейджеві робити по-своєму, він не дасть їм записаний матеріал.

## Список композицій

### Перша сторона
1. «Black Dog» (Джиммі Пейдж, Роберт Плант, Джон Пол Джонс) — 4:57
(укр. Чорний пес)
2. «Rock and Roll» (Пейдж, Плант, Джонс Джон Бонам) — 3:40
(укр. Рок-н-ролл)
3. «The Battle of Evermore» (Пейдж, Плант) — 5:52
(укр. Вічна битва)
4. «Stairway to Heaven» (Пейдж, Плант) — 8:03
(укр. Сходи до небес)

### Друга сторона
1. «Misty Mountain Hop» (Пейдж, Плант, Джонс) — 4:38
(укр. Політ до туманних гір)
2. «Four Sticks» (Пейдж, Плант) — 4:45
(укр. Чотири палички)
3. «Going to California» (Пейдж, Плант) — 3:31
(укр. Подорож до Каліфорнії)
4. «When the Levee Breaks» (Пейдж, Плант, Джонс, Бонам, Мемфіс Мінні) — 7:07
(укр. Коли проривається гребля)

## Учасники запису

### Led Zeppelin
- Джиммі Пейдж — акустична гітара, електрична гітара, бек-вокал, мандоліна, продюсер;
- Роберт Плант — вокал, губна гармоніка;
- Джон Пол Джонс — синтезатор, бас-гітара, клавішні, блокфлейта, мандоліна;
- Джон Бонам — барабани та перкусія;
- Пітер Ґрант — менеджер та продюсер.

### Технічний персонал
- Іен Стюарт — фортепіано у «Rock and Roll»;
- Сенді Денні — вокал у «The Battle of Evermore»;
- Джордж Шканц — зведення;
- Енді Джонс — інженер, зведення;
- Джордж Маріо — цифровий запис;
- Graphreaks — координатор по дизайну;
- Баррінгтон Колбі Мом — ілюстрація внутрішнього конверту.

## Чарти

### Альбоми
| Рік  | Чарт                                         | Позиція |
| ---- | -------------------------------------------- | ------- |
| 1971 | Billboard Популярні альбоми (Billboard 200 ) | 2       |

### Сингли
| Рік  | Сингл           | Чарт                                              | Позиція |
| ---- | --------------- | ------------------------------------------------- | ------- |
| 1971 | «Black Dog»     | Billboard Популярні сингли (Billboard Гаряча 100) | 15      |
| 1972 | «Rock and Roll» | Billboard Популярні сингли                        | 47      |

## Продажі
| Контролер                                                 | Показник       | Продаж     |
| --------------------------------------------------------- | -------------- | ---------- |
| RIAA [Архівовано 10 лютого 2009 у Wayback Machine.] (США) | 23x Платиновий | 23 000 000 |
| CRIA (Канада)                                             | 2x Діамантовий | 2 000 000  |